# Lillördag
Lillördag, även lillelördag eller piglördag, är en benämning för den vardag, vanligen onsdag, som förr utgjorde ledig dag för tjänstefolk och hushållsarbetare.

## Sverige
Medan det förr främst handlade om pigornas lediga dag, har det senare alltmer i stället blivit en dag mitt i veckan då man går ut på exempelvis restaurang, men i mindre omfattning än fredags- och lördagskvällarna.

## Motsvarighet i Finland
Den finska motsvarigheten till lillördag, pikkulauantai, infaller på onsdagar. Dagen ses som början på veckoslutet och ger på så sätt en anledning till fest. Det är vanligt bland studerande och i storstäder att man går ut på onsdagar.[källa behövs]